# Cătălina Axente
Cătălina Axente (Galați, 31 de octubre de 1995) es una deportista rumana que compite en lucha libre. Ganó dos medallas de bronce en el Campeonato Europeo de Lucha, en los años 2020 y 2023.

## Palmarés internacional
| Campeonato Europeo | Campeonato Europeo | Campeonato Europeo | Campeonato Europeo |
| Año                | Lugar              | Medalla            | Categoría          |
| ------------------ | ------------------ | ------------------ | ------------------ |
| 2020               | Roma (Italia)      | Medalla de bronce  | 72 kg              |
| 2023               | Zagreb (Croacia)   | Medalla de bronce  | 76 kg              |